# William Whiston
Pour les articles homonymes, voir Whiston.
William Whiston (9 décembre 1667 – 22 août 1752) est un théologien, un historien et un mathématicien anglais. C'est sans doute pour sa traduction des œuvres de Flavius Josèphe telles les Antiquités judaïques, pour son livre A New Theory of the Earth (en) (Une nouvelle théorie de la Terre) et pour son arianisme qu'il est le plus connu.

## Jeunesse et début de sa carrière
William Whiston naît à Norton-juxta-Twycross, dans le Leicestershire. Son père, Josiah, est le recteur de ce village, et sa mère, Katherine Rosse, la fille du pasteur précédent. Quatrième parmi neuf enfants, il ne suit pas les cours de l'école publique, à cause de sa santé délicate et aussi parce qu'il sert de copiste à son père qui a perdu la vue. C'est donc ce dernier qui assure son éducation jusqu'à son entrée au lycée de Tamworth à l'âge de 17 ans. Son père décédera peu après. Deux ans plus tard, en 1686, il entre au Clare College de Cambridge comme « sizar », c'est-à-dire exempté d'une certaine partie des frais d'inscription et de fonctionnement, à cause de sa situation financière précaire. Il s'inscrit en mathématiques, obtient son B.A en 1690, son Master en 1695, et est élu « Fellow », c'est-à-dire chargé de cours, en 1691 et en 1693. Mais sa santé fragile l'oblige bientôt à démissionner de ses tâches d'enseignant.
Conformément aux vœux de son père qui a désiré qu'il entre dans les Ordres, il est ordonné pasteur presbytérien par William Lloyd à Lichfield en 1695, et il devient chapelain de John Moore, évêque de Norwich. L'année suivante il publie son ouvrage principal : A New Theory of the Earth from its Original to the Consummation of All Things, traduit en français sous le titre Nouvelle Théorie de la Terre, depuis la création jusqu'à la consommation de toutes choses. Il s'y attache à prouver que la création du monde en six jours, ainsi que l'enseigne la Bible, est parfaitement en accord avec la raison et la philosophie. Il s'appuie sur la physique de Newton et les dernières avancées de la géologie pour corroborer le récit biblique. Il obtient les félicitations de Newton, à qui le livre est dédié, et de Locke, qui range l'auteur au nombre de « ceux qui, s'ils n'ajoutent rien à notre connaissance, apportent au moins de nouvelles matières à notre réflexion ».
Il devient, avec Edmond Halley, un des premiers partisans de la périodicité des comètes, lorsqu'il avance que la comète de 1680 est celle qui provoqua le Déluge lors d'un passage juste au-dessus de la Terre. Cela lui permet de dater précisément cet événement au 18 novembre de l'an 2349 avant notre ère. Il soutient que les comètes sont responsables des catastrophes qu'a connues la Terre tout au long de son histoire, et qu'elles sont guidées par la volonté divine. Cet ouvrage connut un grand succès ; il eut six éditions, fut traduit en français et en allemand, et influença plus ou moins directement les scientifiques de l'époque, comme Buffon, mais fut également moqué par Jonathan Swift et par Voltaire dans les Lettres philosophiques. Whiston s'est peut-être inspiré de l'ouvrage de Thomas Burnet Sacred Theory of the Earth paru quatre ans plus tôt.
En 1698 il obtient le vicariat de Lowestoft et est remplacé auprès de l'évêque de Norwich par Samuel Clarke. L'année suivante, il se marie avec Ruth Antrobus, fille du proviseur du lycée de Tamworth, qui lui donnera huit enfants. En février 1701, il démissionne de son vicariat pour devenir assistant de Newton à Cambridge, et, en mai 1702, il lui succède comme professeur lucasien de mathématiques. S'occupant toujours autant de théologie que de mathématiques, il publie cette année-là Exposé de la chronologie de l'Ancien Testament, et de l'harmonie des quatre évangélistes, puis l'année suivante, Nouvelle édition d'Euclide, avec un choix de théorèmes d'Archimède et de corollaires à l'intention des étudiants de Cambridge. Il se livre à des recherches avec son jeune collègue Roger Cotes, nommé en 1706 premier professeur plumien grâce à la recommandation de Whiston. Ce sont eux qui introduisent les premiers cours de physique expérimentale à Cambridge.

## Arianisme et suite de sa carrière

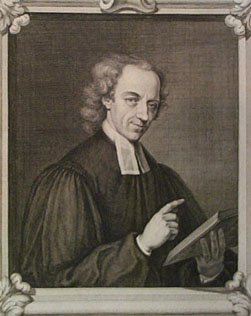
Portrait de W. Whiston par George Vertue, 1720

En 1707 il est conférencier de Robert Boyle, et, pendant plusieurs années, il va continuer d'écrire, de prêcher, d'enseigner les mathématiques et la théologie avec grand succès. Mais l'étude des Constitutions apostoliques le convainc que l'arianisme était la croyance de l'Église initiale. Pour Whiston, se former une opinion et la publier sont des processus presque simultanés ; il publie Sermons et essais sur divers sujets, où il expose son opinion hétérodoxe sur le dogme de la Trinité, avançant également que Jésus-Christ avait réellement eu des frères et des sœurs. Clarke lui donne vainement le conseil de garder le silence sur ces matières délicates. Son hétérodoxie devient notoire, et il est rapidement un objet de scandale pour la plupart de ses collègues. Le 30 octobre 1710, devant son refus de reconnaître qu'il est dans l'erreur, on lui retire son professorat, et son expulsion de l'université est prononcée de manière solennelle. Il se regarde alors comme une victime de l'intolérance religieuse, et il ne se montre que plus ardent à faire parade de ses opinions. Il va passer le reste de sa vie dans d'incessantes polémiques, théologiques, mathématiques, chronologiques et autres. Son arianisme l'empêchera de devenir membre de la Royal Society, probablement en raison de l'opposition de Newton, qui en est alors le président. On lui permet néanmoins d'y faire de fréquentes conférences.
Dans son Christianisme primitif rétabli (5 vol. 1711-1712), il justifie son opinion sur les Constitutions apostoliques et le point de vue arien qu'il en a retiré. En 1713, il établit une liturgie réformée, et, en 1715, fonde la Société de Promotion du Christianisme Primitif. Il donne des conférences en faveur de ses théories dans des salles et cafés de Londres, de Bath et de Tunbridge Wells, ainsi qu'à son domicile londonien. En 1714, il participe à la création de la Commission de la Longitude, et pendant les quarante années suivantes, il tentera avec persévérance de résoudre le problème de la longitude. Une somme de £20 000, considérable pour l'époque, était offerte à celui qui donnerait une méthode simple pour déterminer la longitude d'un navire en mer. Ne ménageant ni son temps, ni son argent, Whiston proposera plusieurs solutions, mais aucune d'elles ne sera retenue. Pour améliorer sa position financière, il s'associe avec Francis Hauksbee, et ils donnent des cours de mécanique, d'hydrostatique, de pneumatique et d'optique. Ils seront parmi les premiers à faire des démonstrations expérimentales pendant leurs conférences. Entre 1719 et 1721, il dresse une des premières cartes des isoclines du sud de l'Angleterre, sous-produit de ses recherches sur le problème de la longitude. En 1730, il publie Mémoire sur la vie de Samuel Clarke, décédé l'année précédente.
Bien que considéré comme hérétique sur de nombreux points, il croit fermement au surnaturel chrétien, et il prend fréquemment la défense des prophéties et des miracles, incluant l'onction des malades et la guérison des écrouelles par le roi. Son aversion pour le rationalisme en religion fait de lui un des nombreux opposants à Benjamin Hoadly et à son ouvrage Plain Account of the Nature and End of the Sacrament of the Lord's Supper (1735), traduit en français sous le titre Exposé du sacrement de la Cène. Il se jette dans les controverses religieuses, soutenant que le Cantique des cantiques est apocryphe et que le Livre de Baruch ne l'est pas, contestant l'enseignement d'Athanase d'Alexandrie avec la même virulence que les orthodoxes avaient traité Arius, remettant en question avec succès la chronologie biblique de Newton, et défendant avec insistance la discipline et l'organisation de l'Église, dérivées des Constitutions Apostoliques, auprès des autorités ecclésiastiques, s'étonnant qu'elles ne voient pas les choses de la même façon que lui. En 1736, il cause une peur dans tout Londres lorsqu'il annonce que la fin du monde se produira le 16 octobre de cette année-là, car une comète allait heurter la Terre. William Wake, l'Archevêque de Cantorbéry, doit lui-même démentir cette prédiction afin de rassurer la population.
De toutes ses opinions singulières, la plus connue est son plaidoyer en faveur de la monogamie cléricale, immortalisée dans The Vicar of Wakefield d'Oliver Goldsmith ; de tous ses travaux, le plus utile est sa traduction des œuvres de Flavius Josèphe avec des notes, des cartes et des commentaires, encore souvent rééditée de nos jours. Sa dernière « fameuse découverte », ou plutôt sa reprise de Giles Fletcher l'Aîné, qu'il mentionne dans son autobiographie avec infiniment de complaisance, est l'identification des Tatars avec les Tribus perdues d'Israël. En 1745, il publie son Nouveau Testament primitif. Malgré ces manifestations sans cesse renouvelées de ses doctrines hétérodoxes, il continuait de faire partie de l'église anglicane, lorsqu'en 1747, à l'âge de 80 ans, il quitte cette église au sens propre comme au sens figuré, puisqu'il sort de l'église au moment même où le pasteur récite le symbole d'Athanase, et il se rend chez les anabaptistes faire profession de foi.
Peu avant sa mort, il annonce une nouvelle prophétie : selon plusieurs passages des saintes Écritures, les Juifs rentreront dans leur pays et réédifieront leur Temple en l'an 1766. Il ne pourra pas voir sa prédiction démentie, puisqu'il meurt le 22 août 1752 dans la maison de son beau-fils à Lyndon Hall. Il a laissé ses propres Mémoires en 3 volumes, qui méritent plus d'attention qu'ils n'en ont reçue, autant pour leur style particulier que pour les anecdotes curieuses et les illustrations des tendances morales et religieuses de l'époque qu'ils renferment.

## Œuvres

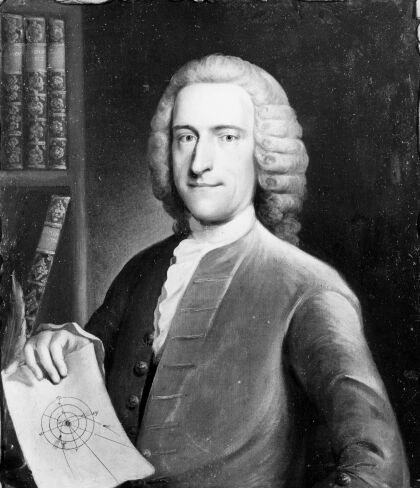
Un portrait de Whiston avec un schéma sur ses théories sur les catastrophes dues aux comètes, qu'il décrit dans '.

- Nouvelle Théorie de la Terre, depuis la création jusqu'à la consommation de toutes choses (1696)
- Exposé de la chronologie de l'Ancien Testament, et de l'harmonie des quatre évangélistes (1702)
- Nouvelle édition d'Euclide, avec un choix de théorèmes d'Archimède et de corollaires (1703)
- Essai sur la Révélation de saint Jean (1706)
- Cours d'astronomie, ( Prælectiones astronomicæ) (1707)
- Arithmetica Universalis de Newton (1707)
- Sermons sur l'accomplissement des prophéties (1708)
- Essai sur les constitutions apostoliques (1708)
- Sermons et essais sur divers sujets (1709)
- Cours de physique et de mathématiques, (Prælectiones physicæ mathematicæ) (1710)
- Christianisme primitif rétabli (5 vol. 1711-1712)
- Une nouvelle méthode pour obtenir la longitude en mer et sur terre, coécrit avec Humphry Ditton (1714)[1]
- Humble adresse aux princes de l'Europe pour l'admission de la religion chrétienne dans leurs États (1716)
- Mémoire sur la vie de Samuel Clarke (1730)
- Nouveau Testament primitif (1745)
- Mémoires (3 vol. 1749-1750)
- Traductions des œuvres de Flavius Josèphe